# 川添泰信
川添 泰信（かわぞえ たいしん、1949年-　）は、浄土真宗の僧、仏教学者、龍谷大学名誉教授。

## 人物・来歴
宮崎県出身。龍谷大学大学院文学研究科博士課程単位取得退学。龍谷大学文学部助教授、教授、2018年退職、名誉教授。真宗学専攻。

## 著書
- 『無縁の大悲』本願寺出版社, 1998.2
- 『親鸞聖人と念仏の輝き』永田文昌堂, 2000.12
- 『聞思のこころ』自照社出版, 2006.1
- 『親鸞浄土教と師弟像』自照社出版, 2009.5
- 『愚禿のこころ』永田文昌堂, 2018.1
- 『選擇註解鈔講述』永田文昌堂, 2019.7

### 共編著・監修
- 『犀の角 世界に拓く真宗伝道』松本デービッド監修,那須英勝共編. 永田文昌堂, 2005.11
- 『月々のことば 選択本願は浄土真宗なり 二〇一〇(平成二十二)年真宗教団連合法語カレンダー』浅井成海,貴島信行,松本智量共著. 本願寺出版社, 2009.9
- 『半身の死を生きる 「哲学」を学ぶ者と「真宗」を学ぶ者との対話』谷本光男共著. 自照社出版, 2016.1
- 『選擇註解鈔』責任編集 (龍谷大学善本叢書）永田文昌堂, 2016.3
- 『親鸞と浄土仏教の基礎的研究』編 (六角会館研究シリーズ）永田文昌堂, 2017.12
- 『イラストで知る浄土真宗 うちのお寺がよくわかる』監修. 洋泉社, 2017.5
- 『うちのお寺がよくわかる!図解浄土真宗』監修 洋泉社,新書ｙ 2019.3
- 『顕浄土真実教行証文類 文明本』責任編集 (龍谷大学善本叢書）永田文昌堂, 2020.2

## 論文
- <川添泰信